# Parc national Sierra de La Culata
Le parc national Sierra de La Culata est un parc national du Venezuela, couvrant une partie des États de Mérida et de Trujillo. Le parc est créé le 7 décembre 1989.
Le parc renferme plusieurs points d'intérêt comme le pico el Águila qui culmine à 4 118 mètres d'altitude.